# Saint-Julien-en-Genevois
Saint-Julien-en-Genevois je francouzská obec v departementu Horní Savojsko v regionu Auvergne-Rhône-Alpes. V roce 2011 zde žilo 11 954 obyvatel. Je centrem arrondissementu Saint-Julien-en-Genevois. Leží na hranicích Francie se Švýcarskem.

## Vývoj počtu obyvatel
Počet obyvatel 